# 2588 Флавія
2588 Флавія (2588 Flavia) — астероїд головного поясу, відкритий 2 листопада 1981 року.
Тіссеранів параметр щодо Юпітера — 3,460.